# Sao Shwe Thaik
Cette page contient des caractères spéciaux ou non latins. S’ils s’affichent mal (▯, ?, etc.), consultez la page d’aide Unicode.
Sao Shwe Thaik est un nom birman ; les principes des noms et prénoms ne s'appliquent pas ; U et Daw sont des titres de respect.
Sao Shwe Thaik (birman ဝ်ရွှေသိုက် ; 1896-21 novembre 1962), est un homme d'État. Il fut le premier président de la Birmanie et le dernier saopha (roi) de Nyaung Shwe, dans l'État Shan.

## Biographie
Né à Nyaung Shwe en 1896, il étudia à l'école des princes Shan de Taunggyi. Il s'engagea ensuite dans l'armée britannique au cours de la Première Guerre mondiale, et servit dans le Service de la Frontière du Nord-Est de 1920 à 1923. Il devint saopha à la mort de son père Sao Maung en 1929. En 1931, il se rendit à Londres pour les auditions de la table ronde sur la Birmanie, où il plaida sans succès en faveur d'un état Shan indépendant. Il servit à nouveau dans l'armée de 1939 à 1942.
En mars 1946, il présida la première conférence de Panglong, qui ne réussit pas à organiser l'avenir des minorités au sein de la future Birmanie indépendante, mais en novembre de la même année, il fut élu président du nouveau Conseil suprême des peuples des collines unis. Après l'accord de Panglong du 12 février 1947, il fut nommé conseiller chargé des zones frontières auprès du gouverneur britannique.
Il devint Président de l'Union birmane le 4 janvier 1948, jour de son indépendance. Après la fin de son mandat en 1952, il devint président de la Chambre des nationalités jusqu'en mars 1962. Il fut arrêté au moment du coup d'État du Conseil révolutionnaire du général Ne Win et mourut en prison le 21 novembre 1962. Un de ses fils de 17 ans avait été tué le 2 mars, apparemment la seule victime le jour même du coup d'État.
Shwe Thaik fut Grand commandeur du Thiri Thudhamma Thingaha, la plus haute distinction birmane avant 1962, ainsi que du Pyidaungsu Sithu Thingaha (Ordre de l'Union birmane). Sa titulature complète était Kambawsarahta Thiri Pawaramahawuntha Thudamaraza.
Il eut dix enfants de cinq épouses ; la plus connue est Sao Nang Hearn Hkam, sœur du saopha de Hsenwi.
Sa résidence de Nyaung Shwe est maintenant un musée ouvert au public.